# Solander Islands
Die Solander Islands sind eine aus zwei Inseln bestehende kleine Inselgruppe südlich der Südinsel von Neuseeland. Die beiden Inseln, Solander Island (Māori: Te Niho a Kewa) und die kleineren Little Solander Island sind verwaltungstechnisch dem Southland District zugeordnet.

## Geographie
Die Inselgruppe liegt im westlichen Teile der Foveaux Strait, 40 km südlich der Südinsel und 60 km nordwestlich von Stewart Island entfernt.
Solander Island, als Hauptinsel, misst in ihrer längsten Ausdehnung 1,7 km und ist an der breitesten Stelle 1,2 km breit. Die rund 100 Hektar große Insel hat steile Küsten und besitzt ein kleines bis zu 330 m hohes Plateau. Die um die Insel herausragenden Felsen recken sich zum Teil bizarr in die Höhe.
Little Solander Island, die kleinere Insel, ist nur 8 Hektar groß und liegt 2 km westlich der größeren Schwesterinsel. Die Insel ragt wie ein großer mit steilen Flanken versehener Felsen bis zu 180 m aus dem Wasser hervor.

## Geologie
Die Inselgruppe ist vulkanischen Ursprungs. Sie stellt den erodierten Rest eines ehemaligen Vulkans dar. Der Vulkan ist der einzige bekannte Vulkan auf der Linie des Ring of Fire, der sich südlich des Mount Ruapehu befindet.
Im Februar 2010 besuchte ein Forscherteam die Hauptinsel. Durch ihre Nachforschungen mittels der radiometrischen Datierung konnten sie feststellen, dass die Inseln entgegen bisheriger Annahmen nicht 2 Millionen Jahre als sind, sondern ihr Alter auf 150.000 bis 400.000 Jahre geschätzt werden kann.

## Geschichte
Am 11. März 1770 entdeckte James Cook auf seiner ersten Südsee-Entdeckungsreise die Inseln und benannte sie nach dem auf dieser Fahrt mitreisenden schwedischen Botaniker Daniel Solander.
In den ersten Jahrzehnten des 19. Jahrhunderts besuchten Robbenfänger die Inselgruppe und rotteten dort fast alle Seehunde aus. Doch die Seehundkolonien erholten sich und so konnten Anfang 1971 wieder geschätzte 5000 Exemplare beobachtet werden.

## Flora und Fauna
Auf den baumlosen Inseln wachsen Farne, Büsche und Tussockgras. Die schroffen Felsen sind zum Teil unbewachsen. Neben großen Kolonien von Seehunden, leben einige Dickschnabelpinguine, Snaresinselpinguine, Buller-Albatrose und die verschiedensten Seemövenarten der südlichen Regionen auf den Inseln.
Die Solander Islands sind in den Fiordland National Park eingebunden.